# Escut de Torrevella
L'escut de Torrevella és un símbol representatiu de Torrevella, municipi del País Valencià, a la comarca del Baix Segura. Té el següent blasonament:
| « | L'escut de Torrevella recull la simbologia de la costa torrevellenc d'antany. Al mar observem els velers que van ser els mitjans d'exportació de la sal de les salines. Les dues petites cases o barraques que es troben en terra representen la incipient Torrevella, sobre un cel esquitxat per les gavines. La torre de guaita ocupa el centre de l'escut, trobant-se semidestruïda, recordant el devastador terratrèmol que va assolar Torrevella en 1829. També es troba el rombe amb les quatre franges vermelles i grogues, signe de pertinença a l'extingit Regne d'Aragó. L'emblema està coronat simbòlicament per la corona reial. | » |

## Història
La forma actual de l'escut de Torrevella, sense oficialitzar, fou aprovada, el 21 de novembre de 2001 per la Comissió Informativa de Personal i Règim d'Interior de l'Ajuntament.
El primer escut de Torrevella utilitzat per l'Ajuntament apareix a les actes capitulars de l'Ajuntament de 1831, un any després de la formació del primer Ajuntament, i ja fou mencionat pel sacerdot i historiador José Montesinos-Martínez y Pérez de Orumbela en 1795. Es tractava, en realitat, de les armes reials d'Espanya simplificades: Escut quarterat: primer i quart de Castella, segon i tercer de Lleó; en abisme, escudet amb les tres flors de lis dels Borbó.
En l'Arxiu Històric Nacional es conserven dos segell en tinta de l'Ajuntament de 1876. Hi apareix l'escut d'Espanya, com feien aleshores els ajuntaments que no tenien un escut propi.
El 13 de febrer de 1895 l'Ajuntament acordà sol·licitar l'adopció d'un escut oficial propi, segons un model que s'hi afegia: una torre en part derruïda, com a referència als terratrèmols de 21 de març de 1829 i dies successius que assolaren Torrevella. D'aquest escut es conserva una fotografia d'Alberto Darblade de 1901 on apareix la torre deteriorada per un costat, dues barraques típiques valencianes, oronetes a la dreta (sinistra heràldica) i un vaixell de vela llatina en la mar a l'esquerra (destra heràldica). Per davall de l'escut hi ha una cinta amb la llegenda Torre Vieja.
El 20 de juny de 1959 l'Ajuntament es plantejà la redacció d'un reglament per aprovar la Medalla de la ciutat. El Ministeri de la Governació, el 24 d'octubre de 1961, aprovà aquesta distinció amb l'informe previ favorable de la Reial Acadèmia de la Història. El 8 de novembre de 1961 es donava compte d'aquesta aprovació en un Ple extraordinari de l'Ajuntament. La medalla incloïa un escut on desapareixia la corona valenciana i la llegenda i es substituïen les oronetes per gavines. L'escut, dissenyat per Luis Blanco Calero, cronista oficial de la ciutat, tenia la següent descripció:
| « | El blasó té per armes una punta baixa de terra que comprén el quarter sinistre del peu, la llengua de terra d'aquesta s'interna cap la mar i acaba prop del centre de l'escut. Quasi al límit amb la mar de la llengua de terra, s'alça una torre sense merlets i amb la cúspide un poc ruïnosa. A la destra de la torre i en plena mar hi ha un vaixell de gran tonatge amb tot el velam desplegat. A la sinistra de la torre, hi ha dues cases. La resta de l'escut és mar i cel, creuat aquest últim per cinc gavines. | » |

En 1968/1969 la Comissió Oficial de Festes posà en circulació un nou escut de forma quadrilonga apuntada, amb la torre sense cap aparença de vellesa, en comptes d'un navili de gran tonatge una xicoteta barqueta de vela llatina, les barraques convertides en ermites, amb només quatre gavines i per timbre una estranya corona ducal. Incorporava, per indicació de Ramón Soria Andreu, les quatre barres d'Aragó.
En 1997 José Berná Quinto proposà un nou escut de forma medieval, on recuperava la torre semiderruïda, el vaixell, les barraques i les cinc oronetes, però tornava a llevar els quatre pals i afegia una cinta blau cel amb la llegenda Blanca de sal y morena de soles pel patronatge de la Immaculada Concepció. Timbrava l'escut amb la corona reial oberta valenciana però dubtava sinó hauria de portar la corona tancada pel fet d'haver rebut del rei Alfons XIII el títol de ciutat pel Reial Decret núm. 559 de 4 de febrer de 1931.
Finalment, en 2001, l'Ajuntament aprovà l'escut actual, amb el cairó de les quatre barres, la corona reial tancada i sense cap ornament exterior. La corona tancada recorda el patrimoni reial de les Reials Salines de la Mata i Torrevella.
No obstant això, l'escut no ha estat mai oficialitzat: L'ús d'un escut, la seua aprovació per l'Ajuntament o fins i tot el seu reconeixement per qualsevol institució pública, no implica, des d'un punt de vista legal, la seua oficialització fins l'aprovació per l'organisme que tinga aquesta competència. En 1961 era competència del Consell de Ministres, segons l'article 300 i següents del Reglament de 17 de maig de 1952 i, en 2001, n'era de la Generalitat Valenciana, segons l'article 186 i següents del Reglament de 28 de novembre de 1986.